# Дихромат калия

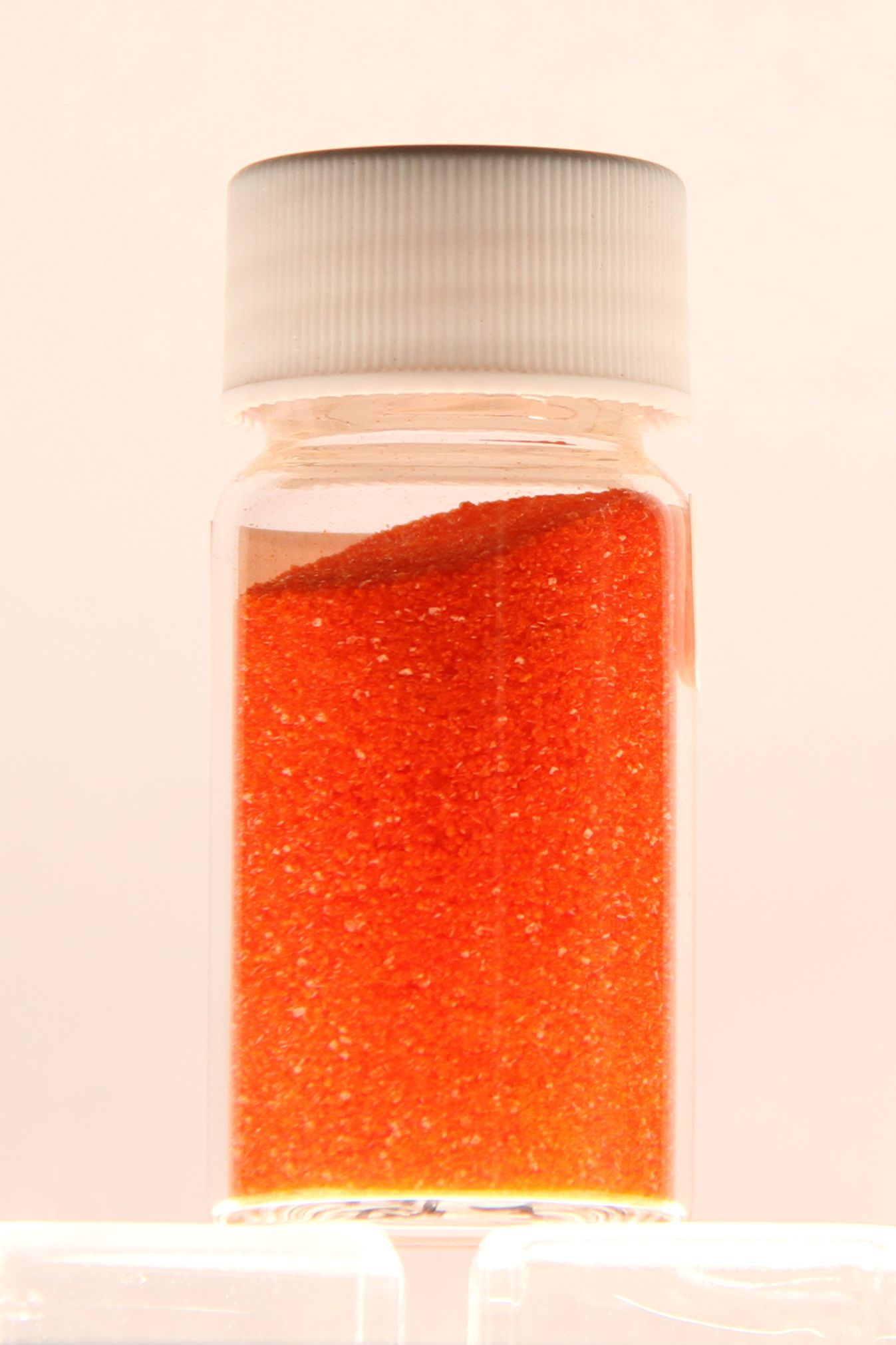
Дихромат калия в фиале

Дихрома́т ка́лия (двухромовокислый калий, бихромат калия, техн. хро́мпик) — неорганическое соединение, калиевая соль дихромовой кислоты с химической формулой K2Cr2O7, имеет вид оранжевых кристаллов. Обладает сильными окислительными свойствами, в связи с чем широко применяется во всех сферах химии, а также в фотографии, пиротехнике и различных областях промышленности. Высокотоксичен и канцерогенен.
Иногда хромпиком также называют смесь дихромата калия с концентрированной серной кислотой (хотя это неверно, см. далее), или дихромат натрия (Na2Cr2O7).

## Физические и химические свойства
Оранжевые кристаллы с температурой плавления 396 °C. Разлагается при нагреве выше 500 °C. Растворим в воде (г / 100 г): 4,6 (0 °C), 15,1 (25 °C), 37,7 (50 °C), незначительно растворим в этаноле. Сильный окислитель.
В водной среде существует в равновесии с другими полиоксохроматами, причём равновесие сильно сдвигается в сторону образования хромата в щелочной среде, а в кислой — наоборот:
{\displaystyle {\ce {CrO4^2- <=>[H^+][OH^-] Cr2O7^2-}}}
На практике это хорошо заметно: при добавлении щёлочи к раствору дихромата цвет моментально меняется с оранжевого на жёлтый, при подкислении — наоборот.
В кислой среде окислительные свойства дихромата выражены наиболее сильно. В процессе окислительно-восстановительной реакции ионы дихромата восстанавливаются до фиолетовых или зелёных (в зависимости от координационного окружения) солей хрома(III) Например, дихромат калия окисляет галогенид-ионы галогенводородных кислот (кроме плавиковой — фтороводородной) до свободных галогенов:
{\displaystyle {\mathsf {K_{2}Cr_{2}O_{7}+14HCl\rightarrow 2CrCl_{3}+3Cl_{2}\uparrow +2KCl+7H_{2}O}}}
Или окисляет муравьиную кислоту до углекислого газа:
{\displaystyle {\ce {K2Cr2O7 + 3HCOOH + 4H2SO4 -> K2SO4 + Cr2(SO4)3 + 7H2O + 3CO2}}}
Также в кислой среде при pH 3,0—3,5 обладает способностью окислять металлическое серебро:
{\displaystyle {\mathsf {6Ag+Cr_{2}O_{7}^{2-}+14H^{+}+6e^{-}\rightarrow 6Ag^{+}+2Cr^{3+}+7H_{2}O}}}
Кристаллический дихромат калия при нагревании с серой и углеродом восстанавливается до оксида хрома (III):
{\displaystyle {\mathsf {K_{2}Cr_{2}O_{7}+S\rightarrow Cr_{2}O_{3}+K_{2}SO_{4}}}}
{\displaystyle {\mathsf {2K_{2}Cr_{2}O_{7}+3C\rightarrow 2Cr_{2}O_{3}+2K_{2}CO_{3}+CO_{2}\uparrow }}}
Дихромат калия — исходное вещество для получения хромокалиевых квасцов. Их тёмно-фиолетовые кристаллы образуются в результате восстановления сернистым газом или этиловым спиртом раствора бихромата, подкисленного серной кислотой:
{\displaystyle {\mathsf {K_{2}Cr_{2}O_{7}+3SO_{2}+H_{2}SO_{4}+23H_{2}O\rightarrow 2KCr(SO_{4})_{2}*12H_{2}O\downarrow }}}
{\displaystyle {\mathsf {K_{2}Cr_{2}O_{7}+3C_{2}H_{5}OH+4H_{2}SO_{4}+17H_{2}O\rightarrow 2KCr(SO_{4})_{2}*12H_{2}O\downarrow +3CH_{3}COH}}}
Водные растворы дихромата калия обладают дубящими свойствами, в частности, задубливают желатину.
Дихромат калия в кислой среде легко окисляет многие органические соединения, например, алкены, алкины, углерод в альфа-положении к бензольному кольцу и другие группировки до максимально возможной степени окисления с образованием кетонов, карбоновых кислот или углекислого газа.
В сильнокислой среде превращается в ангидрид соответствующей (дихромовой) кислоты — триоксид хрома, который выпадает в виде тёмно-красного осадка:
{\displaystyle {\ce {K2Cr2O7 + H2SO4 -> 2CrO3v + K2SO4 + H2O}}}

## Получение
Действие хлорида калия на дихромат натрия:
{\displaystyle {\mathsf {2KCl+Na_{2}Cr_{2}O_{7}\rightarrow K_{2}Cr_{2}O_{7}+2NaCl}}}
Подкисление раствора хромата калия:
{\displaystyle {\mathsf {2K_{2}CrO_{4}+H_{2}SO_{4}\rightarrow K_{2}Cr_{2}O_{7}+K_{2}SO_{4}+H_{2}O}}}

## Применение
Применяется при производстве красителей, при дублении кож и овчин, как окислитель в спичечной промышленности, пиротехнике, фотографии, живописи. Хромпик калиевый добавляют в охлаждающую жидкость для предохранения двигателя от коррозии и накипеобразования. Раствор хромпика в серной кислоте (так называемую хромовую смесь) применяют для мытья стеклянной посуды в лабораториях. В лабораторной практике используется в качестве окислителя, в том числе в аналитической химии (хроматометрия).
В чёрно-белой фотографии применяется в качестве отбеливателя для удаления металлического серебра из эмульсии. Не применяется в цветной фотографии, так как для отбеливания требует кислой среды, а при pH ⩽ 4 красители, образовавшиеся в эмульсии при цветном проявлении, обесцвечиваются. Вместо этого в цветной фотографии для отбеливания используются составы на основе гексацианоферрата(III) калия и железной соли трилона Б.

## Безопасность
Высокотоксичен, канцерогенен, аллерген, брызги его раствора разрушают кожные покровы, дыхательные пути и хрящевые ткани. Среди соединений шестивалентного хрома наиболее токсичен. ПДК составляет 0,01 мг/м³ (в пересчёте на CrO3). При работе с дихроматом калия необходимо применять защиту органов дыхания и кожи.